# Élections départementales de 2021 en Corrèze
Les élections départementales 2021 en Corrèze ont lieu les 20 et 27 juin 2021, en même temps que les élections régionales afin de renouveler la totalité des 38 conseillers départementaux.

## Contexte départemental
Entre les élections départementales de 2015 et celles de 2021, la Corrèze a connu plusieurs scrutins intermédiaires et nationaux.
Traditionnellement, la Basse-Corrèze (arrondissements de Tulle et de Brive) votait majoritairement à gauche alors que la Haute-Corrèze (arrondissement d'Ussel), souvent appelée "la Chiraquie", était plutôt de tendance à droite, excepté certains bastions communistes sur la partie corrézienne du plateau de Millevaches.
Depuis les années 2010 et l'impopularité de François Hollande, élu président de la République de 2012 à 2017, le Parti socialiste a concédé davantage de difficultés en Corrèze. Les élections départementales de 2015 ont permis le basculement à droite du département, par treize cantons sur les dix-neuf que compte la Corrèze. La gauche a donc perdu du terrain, mais lors des élections régionales de 2015, elle est restée majoritaire au second tour malgré l'avance prise par la droite au premier.
Lors de l'élection présidentielle de 2017, Emmanuel Macron est en tête dans le département aux premier et second tours. Lors du premier tour, Jean-Luc Mélenchon, candidat de la France insoumise est deuxième, alors que le candidat socialiste arrive en cinquième position. Au second tour, Marine Le Pen obtient 29 % des suffrages. Lors des élections législatives de 2017, la gauche perd ses deux députés. La droite, quant à elle, gagne une députée dans la 2e circonscription avec l’élection de Frédérique Meunier. Le parti d'Emmanuel Macron, La République en marche, gagne un député dans la 1re circonscription  avec l'élection de Christophe Jerretie.
Lors des élections européennes de 2019, le Rassemblement national est en tête dans le département avec 21,35 % des voix pour la liste conduite par Jordan Bardella. Il est suivi par la liste de La République en marche, menée par Nathalie Loiseau avec 19,56 % puis par la liste d'Europe Écologie Les Verts, conduite par Yannick Jadot avec 10,91 %, et enfin par la liste des Républicains de François-Xavier Bellamy avec 9,82 %. La liste du Parti socialiste, conduite par Raphaël Glucksmann, arrive en cinquième position avec 9,03 % des suffrages. Cette élection européenne est donc marquée par la montée de l'extrême droite dans le département puisque que c'est la première fois que le Rassemblement national, anciennement Front national, obtient un tel score aussi élevé en Corrèze.
En 2020 les difficultés de la gauche s'accentuent lors des élections municipales et sénatoriales, la droite parvient à conserver sa position dans le département, et conserve les deux sous-préfectures, Brive-la-Gaillarde et Ussel ; elle gagne aussi de nouvelles communes comme Bort-les-Orgues et Sainte-Fortunade mais perd Argentat-sur-Dordogne, Naves et Neuvic au profit de la gauche. Les sénatoriales confirment la bonne implantation de la droite dans le département à la suite de la réélection, dès le premier tour, des sénateurs sortants, tous deux étiquetés à droite. Ces deux élections sont aussi marquées par l'absence de candidat encarté au parti de La République en marche, ce parti ayant préféré soutenir les candidats de la droite, comme Frédéric Soulier à Brive ou les sénateurs Claude Nougein et Daniel Chasseing. De plus, en octobre 2020, le député Christophe Jerretie quitte LREM et le groupe parlementaire pour rejoindre le Mouvement démocrate, ce qui confirme la mauvaise implantation du parti d'Emmanuel Macron en Corrèze.

### Assemblée départementale sortante
| Assemblée départementale sortante    | Assemblée départementale sortante | Assemblée départementale sortante | Assemblée départementale sortante | Assemblée départementale sortante |
| ------------------------------------ | --------------------------------- | --------------------------------- | --------------------------------- | --------------------------------- |
| Président du conseil départemental   |                                   |                                   |                                   |                                   |
| Pascal Coste (LR)                    |                                   |                                   |                                   |                                   |
| Parti                                | Sigle                             | Sigle                             | Élus                              | Groupes                           |
| Majorité (26 sièges)                 |                                   |                                   |                                   |                                   |
| Les Républicains                     |                                   | LR                                | 16                                | Corrèze demain                    |
| Divers droite                        |                                   | DVD                               | 7                                 | Corrèze demain                    |
| Union des démocrates et indépendants |                                   | UDI                               | 2                                 | Corrèze demain                    |
| Mouvement radical                    |                                   | MR                                | 1                                 | Corrèze demain                    |
| Oppositions (12 sièges)              |                                   |                                   |                                   |                                   |
| Parti socialiste                     |                                   | PS                                | 9                                 | Corrèze à gauche                  |
| Divers gauche                        |                                   | DVG                               | 3                                 | Corrèze à gauche                  |

## Positionnement des partis
Comme lors des départementales de 2015, la droite est unie sous l'égide de l'association politique Corrèze Demain regroupant le centre droit avec l'UDI, le MR et le MoDem, ainsi que la droite avec Les Républicains. L'équipe est menée par le président sortant du conseil départemental, Pascal Coste, également tête de liste LR pour les élections régionales dans le département. Cette double candidature lui est reprochée par la gauche, ce à quoi Pascal Coste répond en annonçant qu'il « n'abandonnera pas la Corrèze » en informant qu'il ne sera pas candidat à la vice-présidence du conseil régional de Nouvelle-Aquitaine s'il était élu et si la droite obtenait la majorité à l'assemblée régionale, occupée depuis 2015 par le PS. La liste de la majorité départementale enregistre peu de renouvellements, car elle est renouvelée d'environ un tiers. Parmi les nouveaux candidats, une personnalité notable se distingue des autres, Claude Chirac, fille de Bernadette et de Jacques Chirac, qui hésitait à se présenter en automne 2020 : « Je serais très heureuse de m'engager pour la Corrèze », elle est candidate dans le canton de Brive-la-Gaillarde-2 en binôme avec Julien Bounie, conseiller municipal LR de Brive-la-Gaillarde,,. Parmi les autres candidats l'on retrouve Frédérique Meunier, qui avait quitté sa fonction de conseillère départementale du canton de Malemort pour devenir députée de la 2e circonscription de la Corrèze en 2017.
Au centre, le parti présidentiel de La République en marche, très peu implanté dans le département, ne présente aucun candidat. Patricia Bordas, référente du parti en Corrèze, aurait souhaité une nouvelle alliance avec la droite corrézienne, comme lors des municipales de 2020, mais Pascal Coste a refusé : « Je n’ai pas besoin de coucou qui viendrait nicher dans le bilan ou le projet de la majorité départementale ». Dans ce cas de figure, La République en marche de la Corrèze se concentre sur les élections régionales en Nouvelle-Aquitaine, car Patricia Bordas en est la tête de liste dans le département. Cependant, un membre de LREM est candidat sous la bannière de Corrèze Demain ; Philippe Lescure, adjoint à la culture est en binôme avec la première adjointe au maire de Brive-la-Gaillarde, Valérie Taurisson (LR). Ils se présentent sur le canton de Brive-la-Gaillarde-1 en provoquant une polémique entre le maire de Brive, Frédéric Soulier, et Pascal Coste qui ne souhaitait aucun candidat du parti présidentiel dans sa liste départementale.
À gauche, le Parti socialiste et le Parti communiste s'allient dans 17 cantons sur les 19 que compte le département. En effet, les deux partis n'ont pas trouvé d'accord pour le canton de Brive-la-Gaillarde-1 déjà ancré à gauche, et le canton de Seilhac-Monédières. L'objectif pour les communistes est d'avoir de nouveaux conseillers départementaux puisque lors des élections départementales de 2015, ils ne s'étaient pas alliés avec le PS, cela leur avait coûté cher car il n'y a plus de conseiller départemental encarté au PCF. Le secrétaire départemental du PS, Paul Roche, tête de la liste aux élections municipales de 2020 et élu conseiller municipal de Brive-la-Gaillarde se présente dans le canton de Brive-la-Gaillarde-4, face à deux binômes de l'extrême droite. Cependant, la gauche ne présentera pas de candidat face à Pascal Coste dans le canton du Midi corrézien. Les écologistes d'Europe Écologie Les Verts, après avoir engagé pendant plusieurs mois des pourparlers avec le PS, le PCF et les élus départementaux de gauche sortants ont décidé de présenter leurs propres candidats. Les partis de gauche se sont unis sur les cantons de la Haute-Corrèze afin de contrer la droite qui est très présente.
À l’extrême droite, c'est une première sans précédent en Corrèze ; car le Rassemblement national se présente sur l'ensemble des cantons du département. Bien que le parti de Marine Le Pen soit peu représenté dans le département, le RN constitue une menace de sanctions face aux écarts de la droite corrézienne, notamment avec LREM lors des municipales et sénatoriales de 2020. Valéry Élophe, secrétaire départemental du Rassemblement national en Corrèze, a confirmé qu'il sera lui-même candidat dans le canton de l'Yssandonnais, il sera aussi la tête de liste du RN pour les régionales en Corrèze,. À un mois du scrutin, une polémique éclate sur le canton d'Uzerche, le Rassemblement national retire son investiture à Danièle Delavaud et à son conjoint, tous deux candidats en tant que titulaire et suppléant, auteurs des propos racistes et haineux sur Twitter en 2017, ce qui oblige les instances nationales du parti à les écarter. Le Rassemblement national n'est pas le seul parti d'extrême droite présent lors du scrutin départemental de 2021, le parti de Florian Philippot, Les Patriotes sera aussi présent sur le canton de Brive-la-Gaillarde-4, et nulle part ailleurs en Corrèze, avec Élisabeth Dauthuille, et Thierry Dumas responsable du parti dans le département.

## Système électoral
Les élections ont lieu au scrutin majoritaire binominal à deux tours. Ce système est paritaire : les candidatures sont présentées sous la forme de binômes composés d'une femme et d'un homme avec leurs suppléants (une femme et un homme également).
Pour être élu au premier tour, un binôme doit obtenir la majorité absolue des suffrages exprimés et un nombre de suffrages au moins égal à 25 % des électeurs inscrits. Si aucun binôme n'est élu au premier tour, seuls peuvent se présenter au second tour les binômes qui ont obtenu un nombre de suffrages au moins égal à 12,5 % des électeurs inscrits, sans possibilité pour les binômes de fusionner. Est élu au second tour le binôme qui obtient le plus grand nombre de voix.

## Résultats à l'échelle du département

### Taux de participation
| Taux de participation | 1er tour | 1er tour | 1er tour   | 2d tour | 2d tour | 2d tour    | Différence entre les deux tours |
| Taux de participation | En 2015  | En 2021  | Différence | En 2015 | En 2021 | Différence | Différence entre les deux tours |
| --------------------- | -------- | -------- | ---------- | ------- | ------- | ---------- | ------------------------------- |
| à 12 h                | 23,74 %  | 17,19 %  | 6,55       | 21,67 % | 16,58 % | 5,09       | 0,61                            |
| à 17 h                | 53,50 %  | 36,81 %  | 16,69      | 54,42 % | 36,85 % | 17,57      | 0,04                            |
| final                 | 59,60 %  | 42,13 %  | 17,47      | 61,18 % | 43,69 % | 17,49      | 1,56                            |

### Résultats par nuances du ministère de l'Intérieur
Les nuances utilisées par le ministère de l'Intérieur ne tiennent pas compte des alliances locales.
| Binômes                  | Binômes                   | Binômes                  | Premier tour | Premier tour | Premier tour | Second tour | Second tour   | Second tour | Total | +/-           |
| Binômes                  | Binômes                   | Binômes                  | Voix         | %            | Sièges       | Voix        | %             | Sièges      | Total | +/-           |
| ------------------------ | ------------------------- | ------------------------ | ------------ | ------------ | ------------ | ----------- | ------------- | ----------- | ----- | ------------- |
|                          | Union de la droite        | UD                       | 17 661       | 24,32        | 4            | 15 788      | 25,02         | 12          | 16    | 12            |
|                          | Divers droite             | DVD                      | 17 324       | 23,85        | 0            | 19 904      | 31,54         | 12          | 12    | 12            |
|                          | Divers gauche             | DVG                      | 14 464       | 19,91        | 2            | 13 692      | 21,69         | 4           | 6     | 6             |
|                          | Rassemblement national    | RN                       | 9 146        | 12,59        | 0            | 746         | 1,18          | 0           | 0     | en stagnation |
|                          | Parti socialiste          | SOC                      | 4 502        | 6,20         | 0            | 6 496       | 10,29         | 4           | 4     | 8             |
|                          | Union à gauche            | UG                       | 4 180        | 5,72         | 0            | 4 624       | 7,33          | 0           | 0     | en stagnation |
|                          | Écologiste                | ECO                      | 3 531        | 4,86         | 0            |             |               |             | 0     | en stagnation |
|                          | Parti communiste français | COM                      | 1 409        | 1,94         | 0            | 1 864       | 2,95          | 0           | 0     | en stagnation |
|                          | Divers                    | DIV                      | 350          | 0,48         | 0            |             |               |             | 0     | en stagnation |
|                          | Droite souverainiste      | DSV                      | 72           | 0,10         | 0            | 0           | en stagnation |             |       |               |
|                          |                           |                          |              |              |              |             |               |             |       |               |
| Suffrages exprimés       | Suffrages exprimés        | Suffrages exprimés       | 72 649       | 94,04        |              | 63 114      | 92,22         |             |       |               |
| Votes blancs             | Votes blancs              | Votes blancs             | 2 540        | 3,29         | 2 704        | 3,95        |               |             |       |               |
| Votes nuls               | Votes nuls                | Votes nuls               | 2 068        | 2,68         | 2 617        | 3,82        |               |             |       |               |
| Total                    | Total                     | Total                    | 77 257       | 100          | 6            | 68 435      | 100           | 32          | 38    | en stagnation |
| Abstentions              | Abstentions               | Abstentions              | 106 132      | 57,87        |              | 88 200      | 56,31         |             |       |               |
| Inscrits / participation | Inscrits / participation  | Inscrits / participation | 183 389      | 42,13        | 156 635      | 43,69       |               |             |       |               |

### Élus par canton

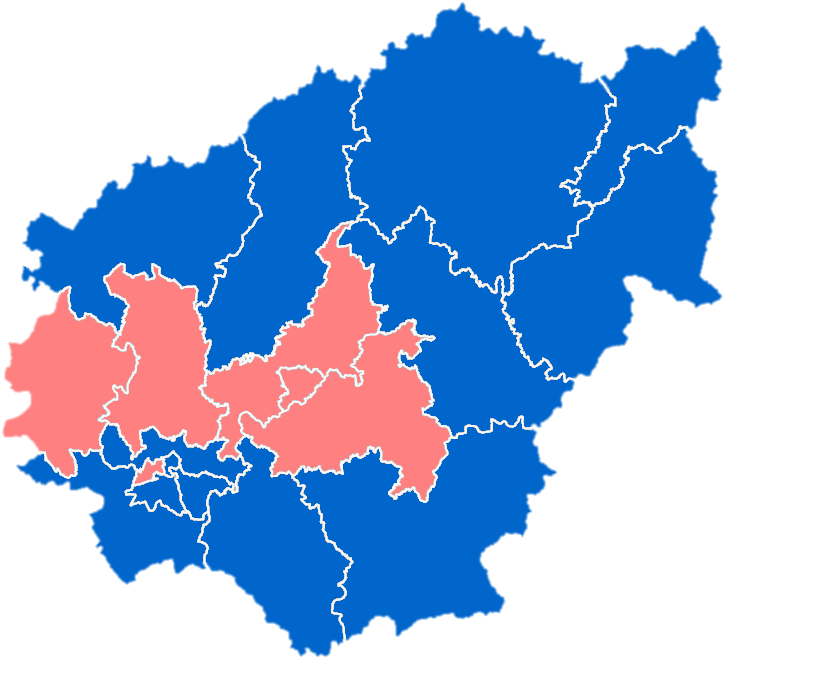
Groupe politique des conseillers départementaux sortants
Corrèze à Gauche (PS et DVG)
Corrèze Demain (LR, UDI et MR)

| Canton                    | Conseiller sortant       | Parti | Parti | Conseiller élu           | Parti | Parti |
| ------------------------- | ------------------------ | ----- | ----- | ------------------------ | ----- | ----- |
| Allassac                  | Gilbert Fronty           |       | PS    | Patricia Buisson         |       | DVD   |
| Allassac                  | Michèle Reliat           |       | PS    | Didier Marsaleix         |       | MoDem |
| Argentat-sur-Dordogne     | Laurence Dumas           |       | UDI   | Sébastien Duchamp        |       | PS    |
| Argentat-sur-Dordogne     | Jean-Claude Leygnac      |       | MR    | Sonia Troya              |       | PS    |
| Brive-la-Gaillarde-1      | Cédric Lachaud           |       | DVG   | Philippe Lescure         |       | LREM  |
| Brive-la-Gaillarde-1      | Hayat Tamimi             |       | PS    | Valérie Taurisson        |       | LR    |
| Brive-la-Gaillarde-2      | Francis Colasson         |       | LR    | Julien Bounie            |       | LR    |
| Brive-la-Gaillarde-2      | Lilith Pittman           |       | LR    | Claude Chirac            |       | DVD   |
| Brive-la-Gaillarde-3      | Sandrine Maurin          |       | LR    | Sandrine Maurin          |       | LR    |
| Brive-la-Gaillarde-3      | Gérard Soler             |       | DVD   | Gérard Soler             |       | DVD   |
| Brive-la-Gaillarde-4      | Najat Deldouli           |       | LR    | Audrey Bartout           |       | LR    |
| Brive-la-Gaillarde-4      | Franck Peyret            |       | LR    | Franck Peyret            |       | LR    |
| Égletons                  | Agnès Audeguil           |       | DVD   | Agnès Audeguil           |       | DVD   |
| Égletons                  | Jean-Marie Taguet        |       | LR    | Jean-Marie Taguet        |       | LR    |
| Haute-Dordogne            | Danielle Coulaud         |       | DVD   | Marie-Laure Vidal        |       | LR    |
| Haute-Dordogne            | Jean Stöhr               |       | LR    | Éric Ziolo               |       | LR    |
| Malemort                  | Florence Duclos          |       | DVD   | Laurent Darthou          |       | UDI   |
| Malemort                  | Gilbert Rouhaud          |       | DVD   | Frédérique Meunier       |       | LR    |
| Midi corrézien            | Pascal Coste             |       | LR    | Pascal Coste             |       | LR    |
| Midi corrézien            | Ghislaine Dubost         |       | DVD   | Ghislaine Dubost         |       | DVD   |
| Naves                     | Émilie Boucheteil        |       | DVG   | Émilie Boucheteil        |       | DVG   |
| Naves                     | Jean-François Labbat     |       | DVG   | Jean-François Labbat     |       | DVG   |
| Plateau de Millevaches    | Christophe Petit         |       | DVD   | Christophe Petit         |       | DVD   |
| Plateau de Millevaches    | Nelly Simandoux          |       | LR    | Jacqueline Cornelissen   |       | LR    |
| Saint-Pantaléon-de-Larche | Jean-Jacques Delpech     |       | LR    | Jean-Jacques Delpech     |       | LR    |
| Saint-Pantaléon-de-Larche | Nicole Taurisson         |       | LR    | Sophie Chambon           |       | LR    |
| Sainte-Fortunade          | Roger Chassagnard        |       | PS    | Anthony Monteil          |       | DVG   |
| Sainte-Fortunade          | Stéphanie Vallée-Prévôté |       | PS    | Stéphanie Vallée-Prévôté |       | PS    |
| Seilhac-Monédières        | Jean-Jacques Lauga       |       | LR    | Jean-Jacques Lauga       |       | LR    |
| Seilhac-Monédières        | Hélène Rome              |       | LR    | Hélène Rome              |       | LR    |
| Tulle                     | Bernard Combes           |       | PS    | Bernard Combes           |       | PS    |
| Tulle                     | Annick Taysse            |       | PS    | Annick Taysse            |       | PS    |
| Ussel                     | Christophe Arfeuillère   |       | LR    | Christophe Arfeuillère   |       | LR    |
| Ussel                     | Marilou Padilla-Ratelade |       | LR    | Marilou Padilla-Ratelade |       | LR    |
| Uzerche                   | Francis Comby            |       | LR    | Francis Comby            |       | LR    |
| Uzerche                   | Annie Queyrel-Peyramaure |       | UDI   | Rosine Chauffour-Robinet |       | LR    |
| Yssandonnais              | Pascale Boissieras       |       | PS    | Pascale Boissieras       |       | PS    |
| Yssandonnais              | Christian Bouzon         |       | PS    | Christian Bouzon         |       | PS    |

## Résultats par canton
Les binômes sont présentés par ordre décroissant des résultats au premier tour. En cas de victoire au second tour du binôme arrivé en deuxième place au premier, ses résultats sont indiqués en gras.

### Canton d'Allassac
Sortants : Michèle Reliat (PS) et Gilbert Fronty (PS)
| Candidats                | Candidats                | Partis                   | Nuance                   | Premier tour | Premier tour | Second tour | Second tour |
| Candidats                | Candidats                | Partis                   | Nuance                   | Voix         | %            | Voix        | %           |
| ------------------------ | ------------------------ | ------------------------ | ------------------------ | ------------ | ------------ | ----------- | ----------- |
|                          | Patricia Buisson         | DVD                      | DVD                      | 1 893        | 39,50        | 2 679       | 54,65       |
|                          | Didier Marsaleix         | MoDem                    | DVD                      | 1 893        | 39,50        | 2 679       | 54,65       |
|                          | Michel Lenfant           | PS                       | SOC                      | 1 552        | 32,39        | 2 223       | 45,35       |
|                          | Michèle Reliat           | PS                       | SOC                      | 1 552        | 32,39        | 2 223       | 45,35       |
|                          | Maryse Alvinerie         | RN                       | RN                       | 738          | 15,40        |             |             |
|                          | Stéphane Rumebe          | RN                       | RN                       | 738          | 15,40        |             |             |
|                          | Pauline Haussard         | EÉLV                     | ECO                      | 609          | 12,71        |             |             |
|                          | David Marmonier          | EÉLV                     | ECO                      | 609          | 12,71        |             |             |
|                          |                          |                          |                          |              |              |             |             |
| Suffrages exprimés       | Suffrages exprimés       | Suffrages exprimés       | Suffrages exprimés       | 4 792        | 94,33        | 4 902       | 90,85       |
| Votes blancs             | Votes blancs             | Votes blancs             | Votes blancs             | 172          | 3,39         | 228         | 4,23        |
| Votes nuls               | Votes nuls               | Votes nuls               | Votes nuls               | 116          | 2,28         | 266         | 4,93        |
| Total                    | Total                    | Total                    | Total                    | 5 080        | 100          | 5 396       | 100         |
| Abstention               | Abstention               | Abstention               | Abstention               | 7 201        | 58,64        | 6 887       | 56,07       |
| Inscrits / participation | Inscrits / participation | Inscrits / participation | Inscrits / participation | 12 281       | 41,36        | 12 283      | 43,93       |

### Canton d'Argentat-sur-Dordogne
Sortants : Laurence Dumas (UDI) et Jean-Claude Leygnac (MR)
| Candidats                | Candidats                | Partis                   | Nuance                   | Premier tour | Premier tour | Second tour | Second tour |
| Candidats                | Candidats                | Partis                   | Nuance                   | Voix         | %            | Voix        | %           |
| ------------------------ | ------------------------ | ------------------------ | ------------------------ | ------------ | ------------ | ----------- | ----------- |
|                          | Laurence Dumas           | UDI                      | UD                       | 1 615        | 36,11        | 2 310       | 49,66       |
|                          | Jean-Claude Leygnac      | MR                       | UD                       | 1 615        | 36,11        | 2 310       | 49,66       |
|                          | Sébastien Duchamp        | PS                       | SOC                      | 1 448        | 32,37        | 2 342       | 50,34       |
|                          | Sonia Troya              | PS                       | SOC                      | 1 448        | 32,37        | 2 342       | 50,34       |
|                          | William Armenaud         | DVD                      | DVD                      | 629          | 14,06        |             |             |
|                          | Fanny Brajou             | DVD                      | DVD                      | 629          | 14,06        |             |             |
|                          | Martine Calmels          | RN                       | RN                       | 396          | 8,85         |             |             |
|                          | Jérôme Chassaing         | RN                       | RN                       | 396          | 8,85         |             |             |
|                          | Christian Bordes         | EÉLV                     | ECO                      | 385          | 8,61         |             |             |
|                          | Florence Clement         | EÉLV                     | ECO                      | 385          | 8,61         |             |             |
|                          |                          |                          |                          |              |              |             |             |
| Suffrages exprimés       | Suffrages exprimés       | Suffrages exprimés       | Suffrages exprimés       | 4 473        | 93,77        | 4 652       | 91,72       |
| Votes blancs             | Votes blancs             | Votes blancs             | Votes blancs             | 161          | 3,38         | 195         | 3,84        |
| Votes nuls               | Votes nuls               | Votes nuls               | Votes nuls               | 136          | 2,85         | 225         | 4,44        |
| Total                    | Total                    | Total                    | Total                    | 4 770        | 100          | 5 072       | 100         |
| Abstention               | Abstention               | Abstention               | Abstention               | 4 986        | 51,11        | 4 686       | 48,02       |
| Inscrits / participation | Inscrits / participation | Inscrits / participation | Inscrits / participation | 9 756        | 48,89        | 9 758       | 51,98       |

### Canton de Brive-la-Gaillarde-1
Sortants : Hayat Tamimi (PS) et Cédric Lachaud (DVG)
| Candidats                | Candidats                | Partis                   | Nuance                   | Premier tour | Premier tour | Second tour | Second tour |
| Candidats                | Candidats                | Partis                   | Nuance                   | Voix         | %            | Voix        | %           |
| ------------------------ | ------------------------ | ------------------------ | ------------------------ | ------------ | ------------ | ----------- | ----------- |
|                          | Philippe Lescure         | LREM                     | UD                       | 741          | 38,00        | 1 165       | 52,91       |
|                          | Valérie Taurisson        | LR                       | UD                       | 741          | 38,00        | 1 165       | 52,91       |
|                          | Émilie Drunet            | DVG                      | DVG                      | 625          | 32,05        | 1 037       | 47,09       |
|                          | Cédric Lachaud           | DVG                      | DVG                      | 625          | 32,05        | 1 037       | 47,09       |
|                          | Hubert Fruitier          | RN                       | RN                       | 341          | 17,49        |             |             |
|                          | Céline Rasamiarisoa      | RN                       | RN                       | 341          | 17,49        |             |             |
|                          | Martine Contie           | PCF                      | UG                       | 243          | 12,46        |             |             |
|                          | Stéphane Jouannin        | DVG                      | UG                       | 243          | 12,46        |             |             |
|                          |                          |                          |                          |              |              |             |             |
| Suffrages exprimés       | Suffrages exprimés       | Suffrages exprimés       | Suffrages exprimés       | 1 950        | 94,48        | 2 202       | 89,91       |
| Votes blancs             | Votes blancs             | Votes blancs             | Votes blancs             | 58           | 2,81         | 126         | 5,14        |
| Votes nuls               | Votes nuls               | Votes nuls               | Votes nuls               | 56           | 2,71         | 121         | 4,94        |
| Total                    | Total                    | Total                    | Total                    | 2 064        | 100          | 2 449       | 100         |
| Abstention               | Abstention               | Abstention               | Abstention               | 6 011        | 74,44        | 5 628       | 69,68       |
| Inscrits / participation | Inscrits / participation | Inscrits / participation | Inscrits / participation | 8 075        | 25,56        | 8 077       | 30,32       |

### Canton de Brive-la-Gaillarde-2
Sortants : Lilith Pittman (LR) et Francis Colasson (LR)
| Candidats                | Candidats                | Partis                   | Nuance                   | Premier tour | Premier tour | Second tour | Second tour |
| Candidats                | Candidats                | Partis                   | Nuance                   | Voix         | %            | Voix        | %           |
| ------------------------ | ------------------------ | ------------------------ | ------------------------ | ------------ | ------------ | ----------- | ----------- |
|                          | Julien Bounie            | LR                       | UD                       | 1 648        | 58,42        | 2 144       | 70,60       |
|                          | Claude Chirac            | DVD                      | UD                       | 1 648        | 58,42        | 2 144       | 70,60       |
|                          | Joachim Dos Santos       | PS                       | UG                       | 548          | 19,43        | 893         | 29,40       |
|                          | Denise Veau-Lachaud      | PCF                      | UG                       | 548          | 19,43        | 893         | 29,40       |
|                          | Cyril Guy                | RN                       | RN                       | 356          | 12,62        |             |             |
|                          | Jeanne Maury             | RN                       | RN                       | 356          | 12,62        |             |             |
|                          | Adem Ersoy               | DVG                      | DVG                      | 269          | 9,54         |             |             |
|                          | Agnès Lebesson           | DVG                      | DVG                      | 269          | 9,54         |             |             |
|                          |                          |                          |                          |              |              |             |             |
| Suffrages exprimés       | Suffrages exprimés       | Suffrages exprimés       | Suffrages exprimés       | 2 821        | 95,27        | 3 037       | 93,13       |
| Votes blancs             | Votes blancs             | Votes blancs             | Votes blancs             | 75           | 2,53         | 122         | 3,74        |
| Votes nuls               | Votes nuls               | Votes nuls               | Votes nuls               | 65           | 2,20         | 102         | 3,13        |
| Total                    | Total                    | Total                    | Total                    | 2 961        | 100          | 3 261       | 100         |
| Abstention               | Abstention               | Abstention               | Abstention               | 6 451        | 68,54        | 6 154       | 65,36       |
| Inscrits / participation | Inscrits / participation | Inscrits / participation | Inscrits / participation | 9 412        | 31,46        | 9 415       | 34,64       |

### Canton de Brive-la-Gaillarde-3
Sortants : Sandrine Maurin (LR) et Gérard Soler (DVD)
| Candidats                | Candidats                   | Partis                   | Nuance                   | Premier tour | Premier tour | Second tour | Second tour |
| Candidats                | Candidats                   | Partis                   | Nuance                   | Voix         | %            | Voix        | %           |
| ------------------------ | --------------------------- | ------------------------ | ------------------------ | ------------ | ------------ | ----------- | ----------- |
|                          | Sandrine Maurin             | LR                       | UD                       | 1 468        | 55,73        | 1 883       | 68,52       |
|                          | Gérard Soler                | DVD                      | UD                       | 1 468        | 55,73        | 1 883       | 68,52       |
|                          | Amandine Benhattab-Celerier | PS                       | UG                       | 465          | 17,65        | 865         | 31,48       |
|                          | Christophe Blavignac        | PCF                      | UG                       | 465          | 17,65        | 865         | 31,48       |
|                          | Marie Louis                 | RN                       | RN                       | 351          | 13,33        |             |             |
|                          | Antoine D'Aguanno           | RN                       | RN                       | 351          | 13,33        |             |             |
|                          | Ombeline Aernout-Piednoel   | ÉCO                      | DIV                      | 350          | 13,29        |             |             |
|                          | Florian Hurard              | ÉCO                      | DIV                      | 350          | 13,29        |             |             |
|                          |                             |                          |                          |              |              |             |             |
| Suffrages exprimés       | Suffrages exprimés          | Suffrages exprimés       | Suffrages exprimés       | 2 634        | 96,03        | 2 748       | 92,84       |
| Votes blancs             | Votes blancs                | Votes blancs             | Votes blancs             | 57           | 2,08         | 103         | 3,48        |
| Votes nuls               | Votes nuls                  | Votes nuls               | Votes nuls               | 52           | 1,90         | 109         | 3,68        |
| Total                    | Total                       | Total                    | Total                    | 2 743        | 100          | 2 960       | 100         |
| Abstention               | Abstention                  | Abstention               | Abstention               | 5 583        | 67,06        | 5 367       | 64,45       |
| Inscrits / participation | Inscrits / participation    | Inscrits / participation | Inscrits / participation | 8 326        | 32,94        | 8 327       | 35,55       |

### Canton de Brive-la-Gaillarde-4
Sortants : Najat Deldouli (LR) et Franck Peyret (LR)
| Candidats                | Candidats                | Partis                   | Nuance                   | Premier tour | Premier tour | Second tour | Second tour |
| Candidats                | Candidats                | Partis                   | Nuance                   | Voix         | %            | Voix        | %           |
| ------------------------ | ------------------------ | ------------------------ | ------------------------ | ------------ | ------------ | ----------- | ----------- |
|                          | Audrey Bartout           | LR                       | DVD                      | 1 031        | 38,50        | 1 550       | 55,92       |
|                          | Franck Peyret            | LR                       | DVD                      | 1 031        | 38,50        | 1 550       | 55,92       |
|                          | Fabienne Cassagnes       | PCF                      | UG                       | 724          | 27,04        | 1 222       | 44,08       |
|                          | Paul Roche               | PS                       | UG                       | 724          | 27,04        | 1 222       | 44,08       |
|                          | Vincent Coste            | RN                       | RN                       | 438          | 16,36        |             |             |
|                          | Danielle Serrano         | RN                       | RN                       | 438          | 16,36        |             |             |
|                          | Chloé Herzhaft           | EÉLV                     | ECO                      | 413          | 15,42        |             |             |
|                          | Cyril Nouhen             | EÉLV                     | ECO                      | 413          | 15,42        |             |             |
|                          | Élisabeth Dauthuille     | LP                       | DSV                      | 72           | 2,69         |             |             |
|                          | Thierry Dumas            | LP                       | DSV                      | 72           | 2,69         |             |             |
|                          |                          |                          |                          |              |              |             |             |
| Suffrages exprimés       | Suffrages exprimés       | Suffrages exprimés       | Suffrages exprimés       | 2 678        | 95,17        | 2 772       | 90,89       |
| Votes blancs             | Votes blancs             | Votes blancs             | Votes blancs             | 78           | 29,10        | 160         | 5,25        |
| Votes nuls               | Votes nuls               | Votes nuls               | Votes nuls               | 58           | 2,06         | 118         | 3,87        |
| Total                    | Total                    | Total                    | Total                    | 2 814        | 100          | 3 050       | 100         |
| Abstention               | Abstention               | Abstention               | Abstention               | 6 855        | 70,90        | 6 621       | 68,46       |
| Inscrits / participation | Inscrits / participation | Inscrits / participation | Inscrits / participation | 9 669        | 29,10        | 9 671       | 31,54       |

### Canton d'Égletons
Sortants : Agnès Audeguil (DVD) et Jean-Marie Taguet (LR)
| Candidats                | Candidats                | Partis                   | Nuance                   | Premier tour | Premier tour |
| Candidats                | Candidats                | Partis                   | Nuance                   | Voix         | %            |
| ------------------------ | ------------------------ | ------------------------ | ------------------------ | ------------ | ------------ |
|                          | Agnès Audeguil           | DVD                      | UD                       | 1 954        | 56,00        |
|                          | Jean-Marie Taguet        | LR                       | UD                       | 1 954        | 56,00        |
|                          | Marion Guichon           |                          | DVG                      | 1 138        | 32,62        |
|                          | Olivier Villa            | DVG                      | DVG                      | 1 138        | 32,62        |
|                          | Pierre Carrasco          | RN                       | RN                       | 397          | 11,38        |
|                          | Madeleine Moreau         | RN                       | RN                       | 397          | 11,38        |
|                          |                          |                          |                          |              |              |
| Suffrages exprimés       | Suffrages exprimés       | Suffrages exprimés       | Suffrages exprimés       | 3 489        | 94,63        |
| Votes blancs             | Votes blancs             | Votes blancs             | Votes blancs             | 98           | 2,66         |
| Votes nuls               | Votes nuls               | Votes nuls               | Votes nuls               | 100          | 2,71         |
| Total                    | Total                    | Total                    | Total                    | 3 684        | 100          |
| Abstention               | Abstention               | Abstention               | Abstention               | 3 607        | 49,45        |
| Inscrits / participation | Inscrits / participation | Inscrits / participation | Inscrits / participation | 7 294        | 50,55        |

### Canton de Haute-Dordogne
Sortants : Danielle Coulaud (DVD) et Jean Stöhr (LR)
| Candidats                | Candidats                | Partis                   | Nuance                   | Premier tour | Premier tour | Second tour | Second tour |
| Candidats                | Candidats                | Partis                   | Nuance                   | Voix         | %            | Voix        | %           |
| ------------------------ | ------------------------ | ------------------------ | ------------------------ | ------------ | ------------ | ----------- | ----------- |
|                          | Marie-Laure Vidal        | LR                       | UD                       | 1 696        | 45,97        | 2 075       | 51,50       |
|                          | Éric Ziolo               | LR                       | UD                       | 1 696        | 45,97        | 2 075       | 51,50       |
|                          | Xavier Gruat             | DVG                      | DVG                      | 1 594        | 43,21        | 1 954       | 48,50       |
|                          | Dominique Miermont       | DVG                      | DVG                      | 1 594        | 43,21        | 1 954       | 48,50       |
|                          | Alice Agrane             | RN                       | RN                       | 399          | 10,82        |             |             |
|                          | Sébastien Mac            | RN                       | RN                       | 399          | 10,82        |             |             |
|                          |                          |                          |                          |              |              |             |             |
| Suffrages exprimés       | Suffrages exprimés       | Suffrages exprimés       | Suffrages exprimés       | 3 689        | 94,35        | 4 029       | 94,78       |
| Votes blancs             | Votes blancs             | Votes blancs             | Votes blancs             | 117          | 2,99         | 114         | 2,68        |
| Votes nuls               | Votes nuls               | Votes nuls               | Votes nuls               | 104          | 2,66         | 108         | 2,54        |
| Total                    | Total                    | Total                    | Total                    | 3 910        | 100          | 4 251       | 100         |
| Abstention               | Abstention               | Abstention               | Abstention               | 4 306        | 52,41        | 3 964       | 48,25       |
| Inscrits / participation | Inscrits / participation | Inscrits / participation | Inscrits / participation | 8 216        | 47,59        | 8 215       | 51,75       |

### Canton de Malemort
Sortants : Florence Duclos (DVD) et Gilbert Rouhaud (DVD)
| Candidats                | Candidats                | Partis                   | Nuance                   | Premier tour | Premier tour | Second tour | Second tour |
| Candidats                | Candidats                | Partis                   | Nuance                   | Voix         | %            | Voix        | %           |
| ------------------------ | ------------------------ | ------------------------ | ------------------------ | ------------ | ------------ | ----------- | ----------- |
|                          | Laurent Darthou          | UDI                      | UD                       | 2 429        | 57,96        | 3 334       | 81,72       |
|                          | Frédérique Meunier       | LR                       | UD                       | 2 429        | 57,96        | 3 334       | 81,72       |
|                          | Paul Audard              | RN                       | RN                       | 630          | 15,03        | 746         | 18,28       |
|                          | Agnès Buisson            | RN                       | RN                       | 630          | 15,03        | 746         | 18,28       |
|                          | Vincent Durot            | DVG                      | DVG                      | 604          | 14,41        |             |             |
|                          | Mümine Ozsoy             | ÉCO                      | DVG                      | 604          | 14,41        |             |             |
|                          | Michèle Lapeyre          | EÉLV                     | ECO                      | 528          | 12,60        |             |             |
|                          | Victor Oliveira          | EÉLV                     | ECO                      | 528          | 12,60        |             |             |
|                          |                          |                          |                          |              |              |             |             |
| Suffrages exprimés       | Suffrages exprimés       | Suffrages exprimés       | Suffrages exprimés       | 4 191        | 94,33        | 4 080       | 86,79       |
| Votes blancs             | Votes blancs             | Votes blancs             | Votes blancs             | 124          | 2,79         | 338         | 7,19        |
| Votes nuls               | Votes nuls               | Votes nuls               | Votes nuls               | 128          | 2,88         | 283         | 6,02        |
| Total                    | Total                    | Total                    | Total                    | 4 443        | 100          | 4 701       | 100         |
| Abstention               | Abstention               | Abstention               | Abstention               | 7 611        | 63,14        | 7 353       | 61,00       |
| Inscrits / participation | Inscrits / participation | Inscrits / participation | Inscrits / participation | 12 054       | 36,86        | 12 054      | 39,00       |

### Canton du Midi corrézien
Sortants :  Pascal Coste (LR) et Ghislaine Dubost (DVD)
| Candidats                | Candidats                | Partis                   | Nuance                   | Premier tour | Premier tour |
| Candidats                | Candidats                | Partis                   | Nuance                   | Voix         | %            |
| ------------------------ | ------------------------ | ------------------------ | ------------------------ | ------------ | ------------ |
|                          | Pascal Coste             | LR                       | UD                       | 3 812        | 85,95        |
|                          | Ghislaine Dubost         | DVD                      | UD                       | 3 812        | 85,95        |
|                          | Mickaël Da Silva         | RN                       | RN                       | 623          | 14,05        |
|                          | Dominique Tounissou      | RN                       | RN                       | 623          | 14,05        |
|                          |                          |                          |                          |              |              |
| Suffrages exprimés       | Suffrages exprimés       | Suffrages exprimés       | Suffrages exprimés       | 4 435        | 83,81        |
| Votes blancs             | Votes blancs             | Votes blancs             | Votes blancs             | 534          | 10,09        |
| Votes nuls               | Votes nuls               | Votes nuls               | Votes nuls               | 323          | 6,10         |
| Total                    | Total                    | Total                    | Total                    | 5 292        | 100          |
| Abstention               | Abstention               | Abstention               | Abstention               | 4 927        | 48,21        |
| Inscrits / participation | Inscrits / participation | Inscrits / participation | Inscrits / participation | 10 219       | 51,79        |

### Canton de Naves
Sortants : Émilie Boucheteil (DVG) et Jean-François Labbat (DVG)
| Candidats                | Candidats                | Partis                   | Nuance                   | Premier tour | Premier tour |
| Candidats                | Candidats                | Partis                   | Nuance                   | Voix         | %            |
| ------------------------ | ------------------------ | ------------------------ | ------------------------ | ------------ | ------------ |
|                          | Émilie Boucheteil        | DVG                      | DVG                      | 2 446        | 59,07        |
|                          | Jean-François Labbat     | DVG                      | DVG                      | 2 446        | 59,07        |
|                          | Sandra Bouthouyrie       | LR                       | DVD                      | 1 228        | 29,65        |
|                          | Alain Penot              | LR                       | DVD                      | 1 228        | 29,65        |
|                          | Martine Lobleau          | RN                       | RN                       | 467          | 11,28        |
|                          | Maurice Regny            | RN                       | RN                       | 467          | 11,28        |
|                          |                          |                          |                          |              |              |
| Suffrages exprimés       | Suffrages exprimés       | Suffrages exprimés       | Suffrages exprimés       | 4 141        | 93,73        |
| Votes blancs             | Votes blancs             | Votes blancs             | Votes blancs             | 147          | 3,33         |
| Votes nuls               | Votes nuls               | Votes nuls               | Votes nuls               | 130          | 2,94         |
| Total                    | Total                    | Total                    | Total                    | 4 418        | 100          |
| Abstention               | Abstention               | Abstention               | Abstention               | 4 815        | 52,15        |
| Inscrits / participation | Inscrits / participation | Inscrits / participation | Inscrits / participation | 9 233        | 47,85        |

### Canton du Plateau de Millevaches
Sortants : Nelly Simandoux (LR) et Christophe Petit (DVD)
| Candidats                | Candidats                | Partis                   | Nuance                   | Premier tour | Premier tour | Second tour | Second tour |
| Candidats                | Candidats                | Partis                   | Nuance                   | Voix         | %            | Voix        | %           |
| ------------------------ | ------------------------ | ------------------------ | ------------------------ | ------------ | ------------ | ----------- | ----------- |
|                          | Jacqueline Cornelissen   | LR                       | DVD                      | 2 045        | 47,23        | 2 516       | 53,65       |
|                          | Christophe Petit         | DVD                      | DVD                      | 2 045        | 47,23        | 2 516       | 53,65       |
|                          | Liliane Beynel           | PS                       | DVG                      | 1 869        | 43,16        | 2 174       | 46,35       |
|                          | Philippe Brugère         | DVG                      | DVG                      | 1 869        | 43,16        | 2 174       | 46,35       |
|                          | Hervé Cossard            | RN                       | RN                       | 416          | 9,61         |             |             |
|                          | Annie Schmitt            | RN                       | RN                       | 416          | 9,61         |             |             |
|                          |                          |                          |                          |              |              |             |             |
| Suffrages exprimés       | Suffrages exprimés       | Suffrages exprimés       | Suffrages exprimés       | 4 330        | 96,46        | 4 690       | 95,54       |
| Votes blancs             | Votes blancs             | Votes blancs             | Votes blancs             | 92           | 2,05         | 111         | 2,26        |
| Votes nuls               | Votes nuls               | Votes nuls               | Votes nuls               | 67           | 1,49         | 108         | 2,20        |
| Total                    | Total                    | Total                    | Total                    | 4 489        | 100          | 4 909       | 100         |
| Abstention               | Abstention               | Abstention               | Abstention               | 3 872        | 46,31        | 3 449       | 41,27       |
| Inscrits / participation | Inscrits / participation | Inscrits / participation | Inscrits / participation | 8 361        | 53,69        | 8 358       | 58,73       |

### Canton de Saint-Pantaléon-de-Larche
Sortants : Nicole Taurisson (LR) et Jean-Jacques Delpech (LR)
| Candidats                | Candidats                | Partis                   | Nuance                   | Premier tour | Premier tour | Second tour | Second tour |
| Candidats                | Candidats                | Partis                   | Nuance                   | Voix         | %            | Voix        | %           |
| ------------------------ | ------------------------ | ------------------------ | ------------------------ | ------------ | ------------ | ----------- | ----------- |
|                          | Sophie Chambon           | LR                       | DVD                      | 2 284        | 51,14        | 2 909       | 63,89       |
|                          | Jean-Jacques Delpech     | LR                       | DVD                      | 2 284        | 51,14        | 2 909       | 63,89       |
|                          | Nicolas Haag             | PCF                      | UG                       | 1 367        | 30,61        | 1 644       | 36,11       |
|                          | Catherine Lecigne        | PS                       | UG                       | 1 367        | 30,61        | 1 644       | 36,11       |
|                          | Laurent Brissay          | RN                       | RN                       | 815          | 18,25        |             |             |
|                          | Nelly Dénommé            | RN                       | RN                       | 815          | 18,25        |             |             |
|                          |                          |                          |                          |              |              |             |             |
| Suffrages exprimés       | Suffrages exprimés       | Suffrages exprimés       | Suffrages exprimés       | 4 466        | 94,42        | 4 553       | 91,50       |
| Votes blancs             | Votes blancs             | Votes blancs             | Votes blancs             | 149          | 3,15         | 215         | 4,32        |
| Votes nuls               | Votes nuls               | Votes nuls               | Votes nuls               | 115          | 2,43         | 208         | 4,18        |
| Total                    | Total                    | Total                    | Total                    | 4 730        | 100          | 4 976       | 100         |
| Abstention               | Abstention               | Abstention               | Abstention               | 7 836        | 62,36        | 7 591       | 60,40       |
| Inscrits / participation | Inscrits / participation | Inscrits / participation | Inscrits / participation | 12 566       | 37,64        | 12 567      | 39,60       |

### Canton de Sainte-Fortunade
Sortants : Stéphanie Vallée-Prévôté (PS) et Roger Chassagnard (PS)
| Candidats                | Candidats                | Partis                   | Nuance                   | Premier tour | Premier tour | Second tour | Second tour |
| Candidats                | Candidats                | Partis                   | Nuance                   | Voix         | %            | Voix        | %           |
| ------------------------ | ------------------------ | ------------------------ | ------------------------ | ------------ | ------------ | ----------- | ----------- |
|                          | Anthony Monteil          | DVG                      | DVG                      | 1 657        | 42,28        | 2 330       | 57,43       |
|                          | Stéphanie Vallée-Prévôté | PS                       | DVG                      | 1 657        | 42,28        | 2 330       | 57,43       |
|                          | Francis Deveix           | LR                       | DVD                      | 1 390        | 35,47        | 1 727       | 42,57       |
|                          | Martine Dupin de Beyssat | LR                       | DVD                      | 1 390        | 35,47        | 1 727       | 42,57       |
|                          | Sébastien Fromont        | RN                       | RN                       | 455          | 11,61        |             |             |
|                          | Marie Napoletano         | RN                       | RN                       | 455          | 11,61        |             |             |
|                          | Marc Celerier            | EÉLV                     | ECO                      | 417          | 10,64        |             |             |
|                          | Carine Duflot-Bardelle   | EÉLV                     | ECO                      | 417          | 10,64        |             |             |
|                          |                          |                          |                          |              |              |             |             |
| Suffrages exprimés       | Suffrages exprimés       | Suffrages exprimés       | Suffrages exprimés       | 3 919        | 94,87        | 4 057       | 92,04       |
| Votes blancs             | Votes blancs             | Votes blancs             | Votes blancs             | 115          | 2,78         | 168         | 3,81        |
| Votes nuls               | Votes nuls               | Votes nuls               | Votes nuls               | 97           | 2,35         | 183         | 4,15        |
| Total                    | Total                    | Total                    | Total                    | 4 131        | 100          | 4 408       | 100         |
| Abstention               | Abstention               | Abstention               | Abstention               | 4 522        | 52,26        | 4 247       | 49,07       |
| Inscrits / participation | Inscrits / participation | Inscrits / participation | Inscrits / participation | 8 653        | 47,74        | 8 655       | 50,93       |

### Canton de Seilhac-Monédières
Sortants : Hélène Rome (LR) et Jean-Jacques Lauga (LR)
| Candidats                | Candidats                | Partis                   | Nuance                   | Premier tour | Premier tour | Second tour | Second tour |
| Candidats                | Candidats                | Partis                   | Nuance                   | Voix         | %            | Voix        | %           |
| ------------------------ | ------------------------ | ------------------------ | ------------------------ | ------------ | ------------ | ----------- | ----------- |
|                          | Jean-Jacques Lauga       | LR                       | DVD                      | 2 024        | 43,64        | 2 487       | 52,65       |
|                          | Hélène Rome              | LR                       | DVD                      | 2 024        | 43,64        | 2 487       | 52,65       |
|                          | Éric Bellouin            | PS                       | DVG                      | 1 358        | 29,28        | 2 237       | 47,35       |
|                          | Betty Dessine            | PS                       | DVG                      | 1 358        | 29,28        | 2 237       | 47,35       |
|                          | Stéphanie Chassing       | PCF                      | UG                       | 833          | 17,96        |             |             |
|                          | Marc Géraudie            | DVG                      | UG                       | 833          | 17,96        |             |             |
|                          | Richard Moysset          | RN                       | RN                       | 423          | 9,12         |             |             |
|                          | Laëtitia Pereira         | RN                       | RN                       | 423          | 9,12         |             |             |
|                          |                          |                          |                          |              |              |             |             |
| Suffrages exprimés       | Suffrages exprimés       | Suffrages exprimés       | Suffrages exprimés       | 4 638        | 94,46        | 4 724       | 91,66       |
| Votes blancs             | Votes blancs             | Votes blancs             | Votes blancs             | 148          | 3,01         | 209         | 4,06        |
| Votes nuls               | Votes nuls               | Votes nuls               | Votes nuls               | 124          | 2,53         | 221         | 4,29        |
| Total                    | Total                    | Total                    | Total                    | 4 910        | 100          | 5 154       | 100         |
| Abstention               | Abstention               | Abstention               | Abstention               | 4 890        | 49,90        | 4 649       | 47,42       |
| Inscrits / participation | Inscrits / participation | Inscrits / participation | Inscrits / participation | 9 800        | 50,10        | 9 803       | 52,58       |

### Canton de Tulle
Sortants : Bernard Combes (PS) et  Annick Taysse (PS)
| Candidats                | Candidats                | Partis                   | Nuance                   | Premier tour | Premier tour | Second tour | Second tour |
| Candidats                | Candidats                | Partis                   | Nuance                   | Voix         | %            | Voix        | %           |
| ------------------------ | ------------------------ | ------------------------ | ------------------------ | ------------ | ------------ | ----------- | ----------- |
|                          | Bernard Combes           | PS                       | SOC                      | 1 502        | 48,03        | 1 931       | 62,80       |
|                          | Annick Taysse            | PS                       | SOC                      | 1 502        | 48,03        | 1 931       | 62,80       |
|                          | Micheline Geneix         | LR                       | DVD                      | 799          | 25,55        | 1 144       | 37,20       |
|                          | Jean-François Roche      | LR                       | DVD                      | 799          | 25,55        | 1 144       | 37,20       |
|                          | Josiane Brassac-Dijoux   | EÉLV                     | ECO                      | 434          | 13,88        |             |             |
|                          | Hervé Verry              | EÉLV                     | ECO                      | 434          | 13,88        |             |             |
|                          | Marc Chèze               | RN                       | RN                       | 392          | 12,54        |             |             |
|                          | Marie-Charlotte Regny    | RN                       | RN                       | 392          | 12,54        |             |             |
|                          |                          |                          |                          |              |              |             |             |
| Suffrages exprimés       | Suffrages exprimés       | Suffrages exprimés       | Suffrages exprimés       | 3 127        | 95,07        | 3 075       | 91,41       |
| Votes blancs             | Votes blancs             | Votes blancs             | Votes blancs             | 84           | 2,55         | 147         | 4,37        |
| Votes nuls               | Votes nuls               | Votes nuls               | Votes nuls               | 78           | 2,37         | 142         | 4,22        |
| Total                    | Total                    | Total                    | Total                    | 3 289        | 100          | 3 364       | 100         |
| Abstention               | Abstention               | Abstention               | Abstention               | 5 766        | 63,68        | 5 663       | 62,73       |
| Inscrits / participation | Inscrits / participation | Inscrits / participation | Inscrits / participation | 9 055        | 36,32        | 9 027       | 37,27       |

### Canton d'Ussel
Sortants : Marilou Padilla-Ratelade (LR) et Christophe Arfeuillère (LR)
| Candidats                | Candidats                | Partis                   | Nuance                   | Premier tour | Premier tour | Second tour | Second tour |
| Candidats                | Candidats                | Partis                   | Nuance                   | Voix         | %            | Voix        | %           |
| ------------------------ | ------------------------ | ------------------------ | ------------------------ | ------------ | ------------ | ----------- | ----------- |
|                          | Christophe Arfeuillère   | LR                       | DVD                      | 1 885        | 57,40        | 2 144       | 64,29       |
|                          | Marilou Padilla-Ratelade | LR                       | DVD                      | 1 885        | 57,40        | 2 144       | 64,29       |
|                          | Thierry Gibouret         | DVG                      | DVG                      | 1 029        | 31,33        | 1 191       | 35,71       |
|                          | Isabelle Rebuzzi         | DVG                      | DVG                      | 1 029        | 31,33        | 1 191       | 35,71       |
|                          | Marie Moine              | RN                       | RN                       | 370          | 11,27        |             |             |
|                          | Patrick Peyramaure       | RN                       | RN                       | 370          | 11,27        |             |             |
|                          |                          |                          |                          |              |              |             |             |
| Suffrages exprimés       | Suffrages exprimés       | Suffrages exprimés       | Suffrages exprimés       | 3 284        | 94,94        | 3 335       | 94,32       |
| Votes blancs             | Votes blancs             | Votes blancs             | Votes blancs             | 80           | 2,31         | 107         | 3,03        |
| Votes nuls               | Votes nuls               | Votes nuls               | Votes nuls               | 95           | 2,75         | 94          | 2,66        |
| Total                    | Total                    | Total                    | Total                    | 3 459        | 100          | 3 536       | 100         |
| Abstention               | Abstention               | Abstention               | Abstention               | 4 814        | 58,19        | 4 738       | 57,26       |
| Inscrits / participation | Inscrits / participation | Inscrits / participation | Inscrits / participation | 8 273        | 41,81        | 8 274       | 42,74       |

### Canton d'Uzerche
Sortants : Annie Queyrel-Peyramaure (UDI) et Francis Comby (LR)
| Candidats                | Candidats                  | Partis                   | Nuance                   | Premier tour | Premier tour | Second tour | Second tour |
| Candidats                | Candidats                  | Partis                   | Nuance                   | Voix         | %            | Voix        | %           |
| ------------------------ | -------------------------- | ------------------------ | ------------------------ | ------------ | ------------ | ----------- | ----------- |
|                          | Rosine Chauffour-Robinet   | LR                       | UD                       | 2 308        | 50,55        | 2 877       | 60,68       |
|                          | Francis Comby              | LR                       | UD                       | 2 308        | 50,55        | 2 877       | 60,68       |
|                          | Marisol Betancourt-Deloger | PCF                      | COM                      | 1 409        | 30,86        | 1 864       | 39,32       |
|                          | Jean-Paul Grador           | PCF                      | COM                      | 1 409        | 30,86        | 1 864       | 39,32       |
|                          | Danièle Delavaud           | EXD                      | RN                       | 502          | 10,99        |             |             |
|                          | Perfeito Pereira           | RN                       | RN                       | 502          | 10,99        |             |             |
|                          | Fernand Klein              | EÉLV                     | ECO                      | 347          | 7,60         |             |             |
|                          | Marianne Vilella           | EÉLV                     | ECO                      | 347          | 7,60         |             |             |
|                          |                            |                          |                          |              |              |             |             |
| Suffrages exprimés       | Suffrages exprimés         | Suffrages exprimés       | Suffrages exprimés       | 4 566        | 95,05        | 4 741       | 93,79       |
| Votes blancs             | Votes blancs               | Votes blancs             | Votes blancs             | 127          | 2,64         | 163         | 3,22        |
| Votes nuls               | Votes nuls                 | Votes nuls               | Votes nuls               | 111          | 2,31         | 151         | 2,99        |
| Total                    | Total                      | Total                    | Total                    | 4 804        | 100          | 5 055       | 100         |
| Abstention               | Abstention                 | Abstention               | Abstention               | 5 818        | 54,77        | 5 570       | 52,42       |
| Inscrits / participation | Inscrits / participation   | Inscrits / participation | Inscrits / participation | 10 622       | 45,23        | 10 625      | 47,58       |

### Canton de l'Yssandonnais
Sortants : Pascale Boissieras (PS) et Christian Bouzon (PS)
| Candidats                | Candidats                | Partis                   | Nuance                   | Premier tour | Premier tour | Second tour | Second tour |
| Candidats                | Candidats                | Partis                   | Nuance                   | Voix         | %            | Voix        | %           |
| ------------------------ | ------------------------ | ------------------------ | ------------------------ | ------------ | ------------ | ----------- | ----------- |
|                          | Josette Fargetas         | UDI                      | DVD                      | 2 116        | 42,10        | 2 748       | 49,81       |
|                          | Philippe Vidau           | LR                       | DVD                      | 2 116        | 42,10        | 2 748       | 49,81       |
|                          | Pascale Boissieras       | PS                       | DVG                      | 1 875        | 37,31        | 2 769       | 50,19       |
|                          | Christian Bouzon         | PS                       | DVG                      | 1 875        | 37,31        | 2 769       | 50,19       |
|                          | Valéry Élophe            | RN                       | RN                       | 637          | 12,67        |             |             |
|                          | Jocelyne Pouget          | RN                       | RN                       | 637          | 12,67        |             |             |
|                          | Alexis Raimbault         | EÉLV                     | ECO                      | 398          | 7,92         |             |             |
|                          | Malika Turin             | EÉLV                     | ECO                      | 398          | 7,92         |             |             |
|                          |                          |                          |                          |              |              |             |             |
| Suffrages exprimés       | Suffrages exprimés       | Suffrages exprimés       | Suffrages exprimés       | 5 026        | 95,50        | 5 517       | 93,62       |
| Votes blancs             | Votes blancs             | Votes blancs             | Votes blancs             | 122          | 2,32         | 198         | 3,36        |
| Votes nuls               | Votes nuls               | Votes nuls               | Votes nuls               | 115          | 2,19         | 178         | 3,02        |
| Total                    | Total                    | Total                    | Total                    | 5 263        | 100          | 5 893       | 100         |
| Abstention               | Abstention               | Abstention               | Abstention               | 6 261        | 54,33        | 5 633       | 48,87       |
| Inscrits / participation | Inscrits / participation | Inscrits / participation | Inscrits / participation | 11 524       | 45,67        | 11 526      | 51,13       |

## Conséquences

### Élection du président du conseil départemental
| Candidat | Candidat       | Premier tour | Premier tour |  |
| Candidat | Candidat       | Voix         | %            |  |
| -------- | -------------- | ------------ | ------------ |  |
|          | Plascal Coste  | 28           | 73,68        |  |
|          | Bernard Combes | 10           | 26,31        |  |
|          |                |              |              |  |
| Total    | Total          | 38           | 100          |  |

### Assemblée départementale élue
| Assemblée départementale élue        | Assemblée départementale élue | Assemblée départementale élue | Assemblée départementale élue | Assemblée départementale élue |
| ------------------------------------ | ----------------------------- | ----------------------------- | ----------------------------- | ----------------------------- |
| Président du conseil départemental   |                               |                               |                               |                               |
| Pascal Coste (LR)                    |                               |                               |                               |                               |
| Parti                                | Sigle                         | Sigle                         | Élus                          | Groupes                       |
| Majorité (28 sièges)                 |                               |                               |                               |                               |
| Les Républicains                     |                               | LR                            | 19                            | Corrèze demain                |
| Divers droite                        |                               | DVD                           | 6                             | Corrèze demain                |
| Union des démocrates et indépendants |                               | UDI                           | 1                             | Corrèze demain                |
| La République en marche              |                               | LREM                          | 1                             | Corrèze demain                |
| Mouvement démocrate                  |                               | MoDem                         | 1                             | Corrèze demain                |
| Oppositions (10 sièges)              |                               |                               |                               |                               |
| Parti socialiste                     |                               | PS                            | 7                             | Corrèze ensemble              |
| Divers gauche                        |                               | DVG                           | 3                             | Corrèze ensemble              |

## Suites
Afin d'éviter une trop grande proximité des élections suivantes avec les deux tours de l'élection présidentielle et des législatives d'avril et juin 2027, le mandat des conseillers élus en 2021 est exceptionnellement prolongé à six ans et neuf mois. Les prochaines élections ont par conséquent lieu en 2028 au lieu de 2027.